# Phyllodytes melanomystax
Phyllodytes melanomystax är en groddjursart som beskrevs av Caramaschi, Silva och Britto-Pereira 1992. Phyllodytes melanomystax ingår i släktet Phyllodytes och familjen lövgrodor. IUCN kategoriserar arten globalt som livskraftig. Inga underarter finns listade i Catalogue of Life.